# مصطفی‌خان بستکی
حاجی مصطفی خان (زاده ۱۲۳۵ه‍.ق بستک درگذشته ۱۲۹۹ه‍.ق بستک) ملقب به فایز بستکی حاکم بستک و جهانگیریه بوده است.

## تبارنامه
مصطفی خان بن احمد خان بن محمد رفیع خان بن هادی خان بن شیخ محمد خان بزرگ بن عبدالقادر بستکی، شیخ حسن بستکی، شیخ محمد کبیر، شیخ ناصر الدین، شیخ محمد، شیخ جابر، شیخ اسماعیل رابع، شیخ عبدالغنی، شیخ اسماعیل ثالث، شیخ عبدالرحیم عفیف الدین، شیخ عبدالسلام خنجی، شیخ عباس، شیخ اسماعیل ثانی، حمزه، احمد، محمد، هارون، مهدی، مرشد، محمود، احمد، علی، مبارک، عبدالسلام، سعید، عبدالغنی، طلحه، احمد، اسماعیل، سلیمان، محمد علی، عبدالله (حَبر الأُمَة) ابن عباس بن عبدالمطلب القرشی بن هاشم بن عبد مناف.

## زندگی
حاجی مصطفی خان در سال (۱۲۳۵) هجری قمری در بستک زاده شد. پس از فوت احمد خان بزرگ ابتداء شیخ محمد خان فرزند ارشد طبق معمول مصدر امور گردید ولی بعلت زهد وتقوی واشتغال به علوم دینی پس از یکماه از امور حکومتی کناره گرفت وبرادرش حاجی مصطفی خان بجای او منصوب گردید.

## دوران حکمرانی
حاجی مصطفی خان در زمان سلطنت ناصرالدین شاه قاجار به حکمرانی لار رسید، از حوادث زمان او دفع فتنه میرهاشم کلانتر اوز بوده است، در زمان وی عده‌ای از اهالی اوز به بستک آمده ودر دهات انوه، جناح، وبستک سکنی گزیده‌اند. او در رفع غائله انگلیسیها وحاکم مسقط واخراج اعراب به همکاری والی فارس شرکت می‌کند. زلزله معروف جناح در زمان حکومت حاج مصطفی خان وقوع پیدا می‌کند که نزدیک ۸۵ نفر از مردم زنده بگور زیر خاک مدفون می‌شوند. حاجی مصطفی خان در این زلزله شخصاً به کمک مردم می‌شتابد. از او قطعه شعری در سوگواری امام حسین باقی است.
| برگ عزا سازکن، ماه محرم رسید       |  | مرکب شادی برفت، قافله غم رسید           |
| جبه اطلس بکن، جامه نیلی بپوش       |  | جام می‌ازکف بنه، نوبت ماتم رسید          |
| شد بسر ایام عید، ماه عزا را ببین   |  | بارخ چون کهربا، باکمر خم رسید           |
| زین غم ازحد فزون، وزدل لبریز خون   |  | خون زدیده روان گشت، چو ماتم رسید        |
| دیده دوران ندید، آنچه رسید از یزید |  | بر سر شاه شهید، بر دگری کم رسید         |
| شمر لعین ولئیم، کرد شهید آن کریم   |  | بر سر عرش عظیم، لرزه دمادم رسید         |
| خار چنین ماتمی، دیدهٔ حوا خلید      |  | سوز چنین آشی، بر دل آدم رسید            |
| نوح زطوفان چشم، کشتی غم برکنار     |  | آه خلیل از زمین، تا به فلک هم رسید      |
| موسی عمران زتن، چاک زده پیرهن      |  | بهر عزاخوانیش، عیسی مریم رسید           |
| ناله کن افلاکیان، خاک بسر خاکیان   |  | مظلمه کافران، بر همه عالم رسید          |
| زین غم افزون زکوه، پشت فلک شد ستوه |  | وز عمل این گروه، برقد من خم رسید        |
| باغم سوز وگداز، «فایز» مسکین بساز  |  | زانکه به هر اهل راز، هم غم وهم، هم رسید |

## آغاز حکومت مشایخ بنی عباسی
مشایخ بنی عباسیان و فرزندان آنان که متصدی اداره امور مردم بوده‌اند با آنکه اصالتاً عرب بوده‌اند ولی پس از ورود در ایران خود را ایرانی دانسته و در تمام ادوار تاریخ و زندگی پیرو آرمانهای شاهدوستی و میهن دوستی و مطیع دولت مرکزی بوده‌اند حتی برای پیروزی ایران در جنگ‌ها به قفقاز هم نیرو فرستاده‌اند و کشته داده‌اند. در بنادر جنوب با اعراب متجاوز جنگیده‌اند.
پس از فوت شیخ عبدالقادر که مصادف بود با اواخر دورهٔ سلطنت صفویه وهجوم وسلطنت افغان‌ها و بالآخره ظهور نادر شاه که در تمام این احوال عامل اصلی و محرک واقعی جنگ وستیزها اختلاف مسلکی شیعه و سنی بود شیخ محمد سعید بستکی و شیخ محمد بستکی بدخالت به امور حکومتی آغاز کردند این دو نفر فرزندان شیخ عبدالقادر از نفوذ روحانی پدرشان که یک نوع تسلط روحی بزرگی برمردم بستک وجهانگیریه ایجاد کرده بود استفاده کامل نمودند وبعلل سیاسی زمان و شاید هم برای انتقامجوئی از کسانیکه موجب فرار آنان از خنج که جوار جد اعلایشان حاج شیخ عبدالسلام خنجی بود، شده بودند ویا به‌عنوان مبارزه مسلکی شیعه ویا بقول نویسنده:
«تاریخ جهانگیریه» برای حفظ جان ومال جماعت تسنن در برابر هجوم شیعیان نفوذ خودرا بسط دادند تا آنجا که شیخ محمد سعید به حکومت لار رسیده و شیخ محمد خان بزرگ حاکم جهانگیریه و آن حدود گردید.
بدین ترتیب مشایخ بنی عباسی که بقول ابن بطوطه چنان‌که در سفرنامه خود سفرنامه ابن بطوطه نوشته است: از زیادی زهد وپرهیزکاری وکثرت عبادت و دوری از مردم اندام علیل وزرد رنگ داشته وآزار مخلوقات را جرم می‌پنداشتند، فرزندانشان زاویه هارا رها کرده و در میدان‌های جنگ وکشتار درآمدند جزئیات این تحولات باشرح حال شیخ محمد سعید بستکی و شیخ محمد خان بزرگ روشن می‌گردد.

## مرگ
حاجی مصطفی خان در سن ۶۴ سالگی و پس از ۴۳ سال حکمرانی جهانگیریه وبنادر ولارستان در سال ۱۲۹۹ هجری قمری درگذشته و در بستک مدفوت است.